# سام كو ويست
سام كو ويست (بالإنجليزية: Sam Ku West)‏ هو عازف قيثارة وموسيقي أمريكي، ولد في 1907 في هونولولو في الولايات المتحدة، وتوفي في 1930 في باريس في فرنسا.

## وصلات خارجية
- سام كو ويست على موقع ميوزك برينز (الإنجليزية)
- سام كو ويست على موقع ديسكوغز (الإنجليزية)